# Baffinov otok
Baffinov otok ili Baffinova zemlja je otok smješten u velikoj otočnoj skupini kanadskog Arktika, a po teritorijalnoj podjeli pripada saveznom teritoriju Nunavut. Površinom od 507.451 km² ovo je najveći kanadski otok i 5. najveći otok na svijetu, ali zbog hladne klime ima nisku populaciju koja je prema procjeni iz 2004. iznosila jedva 11.000 ljudi, uglavnom Inuita. Otok je nazvan prema britanskom istraživaču Williamu Baffinu, a Nordijci su ga nekad zvali Helluland.
Baffinov otok po regionalnoj podjeli Nunavuta pripada regiji Qikiqtaaluk, poznatoj i kao Baffinova regija, a naselja s populacijom većom od 100 stanovnika prema popisu stanovništva iz 2001. bila su Iqaluit (5.236), Pangnirtung (1.243), Pond Inlet (1.220), Clyde River (785), Arctic Bay (646) i Kimmirut (433). Najveće naselje Iqaluit ujedno je i glavni grad saveznog teritorija Nunavut, a smješteno je na južnoj obali otoka u neposrednoj blizini Frobisherova zaljeva te je do 1987. nosilo naziv Frobisher Bay. Na manjim priobalnim otocima nalaze se i naselja Qikiqtarjuaq i Cape Dorset koja su prema popisu stanovništva iz 2001. imala 519, odnosno 1.148 stanovnika. Južno od Baffinovog otoka nalaze se Hudsonov prolaz i kopno savezne provincije Québec. Na istoku su Baffinov zaljev i Davisov prolaz iza kojih se nalazi Grenland, a na zapadu i sjeveru Foxeov zaljev, zaljev Boothia i Lancasterov zaljev dijele Baffinov otok od ostatka otočne skupine kanadskog Arktika. Istočni dio otoka pretežito je planinski kraj s brojnim ledenjacima i fjordovima dok na zapadu i sjeverozapadu prevladavaju ledenjačke nizine i područje tundre.
Veći dio Baffinovog otoka leži sjeverno od Arktičkog kruga i sva naselja smještena sjeverno od Pangnirtunga redovito doživljavaju polarni dan i polarnu noć. Na primjer, naselje Clyde River na istočnoj obali od 14. svibnja do 28. srpnja ima neprekidno dnevno svjetlo, a ako se u to uračuna i period od 26. travnja do 13. svibnja kao i onaj od 29. srpnja do 16. kolovoza tijekom kojih je sumrak najmračniji dio dana dolazi se do zaključka da naselje ima nešto više od 3 i pol mjeseca neprestanog dnevnog svjetla. Tijekom nastupanja polarne noći sunce zalazi 22. studenog i ne izlazi sve do 19. siječnja, iako se događa da se na period od najmanje 4 sata na dan pojavi sumrak.
Na samom Baffinovom otoku osim arktičkih zečeva nema mnogo divljih životinja, a u okolnim vodama obitavaju bijeli kitovi.

## Vanjske poveznice
- http://proleksis.lzmk.hr/10367/
- http://www.baffinisland.ca/  Arhivirana inačica izvorne stranice od 31. prosinca 2013. (Wayback Machine)
- http://www.arctic.uoguelph.ca/cpe/environments/maps/detailed/islands/baffin.htm  Arhivirana inačica izvorne stranice od 11. veljače 2021. (Wayback Machine)